# Billar en los Juegos Asiáticos
El Billar en los Juegos Asiáticos tuvo su primera aparición oficial en la edición de 1998 en Bangkok, Tailandia y estuvo por última vez en la edición de 2010 en Guangzhou, China en las modalidades de varones y mujeres tanto individual y por equipos.
China Taipéi y China han ganado la misma cantidad de medallas de oro, pero China Taipéi ha ganado más medallas en total.

## Ediciones
| Edición | Año  | Ciudad Sede | País Sede     | Campeón                      |
| ------- | ---- | ----------- | ------------- | ---------------------------- |
| XIII    | 1998 | Bangkok     | Tailandia     | República de China           |
| XIV     | 2002 | Busan       | Corea del Sur | República de China Tailandia |
| XV      | 2006 | Doha        | Catar         | China                        |
| XVI     | 2010 | Guangzhou   | China         | China                        |

## Eventos
| Evento                               | 98 | 02 | 06 | 10 | Años |
| ------------------------------------ | -- | -- | -- | -- | ---- |
|                                      |    |    |    |    |      |
| Masculino 3 bandas individual        | X  | X  | X  | X  | 4    |
| Masculino libre individual           |    | X  |    |    | 1    |
| Men's English billiards singles      | X  | X  | X  | X  | 4    |
| Masculino inglés dobles              | X  | X  | X  |    | 3    |
| Masculino bola 8 individual          | X  | X  | X  | X  | 4    |
| Masculino bola 8 dobles              | X  |    |    |    | 1    |
| Masculino bola 9 individual          | X  | X  | X  | X  | 4    |
| Masculino bola 9 dobles              | X  | X  |    |    | 2    |
| Masculino snooker individual         | X  | X  | X  | X  | 4    |
| Masculino snooker dobles             | X  | X  | X  |    | 3    |
| Masculino snooker por equipos        | X  | X  | X  | X  | 4    |
| Femenino bola 8 individual           |    |    | X  | X  | 2    |
| Femenino bola 9 individual           |    |    | X  | X  | 2    |
| Femenino six-red snooker individual  |    |    |    | X  | 1    |
| Femenino six-red snooker por equipos |    |    |    | X  | 1    |
|                                      |    |    |    |    |      |
| Total                                | 10 | 10 | 10 | 10 |      |

## Medallero
| #     | País               | Oro | Plata | Bronce | Total |
| ----- | ------------------ | --- | ----- | ------ | ----- |
| 1     | República de China | 8   | 5     | 8      | 21    |
| 2     | China              | 8   | 4     | 4      | 16    |
| 3     | India              | 5   | 4     | 6      | 15    |
| 4     | Filipinas          | 4   | 4     | 1      | 9     |
| 5     | Japón              | 4   | 3     | 4      | 11    |
| 6     | Hong Kong          | 4   | 3     | 3      | 10    |
| 7     | Tailandia          | 3   | 4     | 7      | 14    |
| 8     | Corea del Sur      | 1   | 4     | 4      | 9     |
| 9     | Malasia            | 1   | 3     | 0      | 4     |
| 10    | Vietnam            | 1   | 2     | 2      | 5     |
| 11    | Pakistán           | 1   | 0     | 5      | 6     |
| 12    | Birmania           | 0   | 3     | 2      | 5     |
| 13    | Singapur           | 0   | 1     | 2      | 3     |
| 14    | Indonesia          | 0   | 0     | 1      | 1     |
| 14    | Kuwait             | 0   | 0     | 1      | 1     |
| Total | Total              | 40  | 40    | 50     | 130   |

## Participantes
| País                   | 98 | 02  | 06  | 10  | Años |
| ---------------------- | -- | --- | --- | --- | ---- |
|                        |    |     |     |     |      |
| Afganistán             |    |     | 2   | 4   | 2    |
| Brunéi                 |    |     | 13  |     | 1    |
| Bangladés              | X  |     | 5   | 3   | 3    |
| Brunéi                 | X  | 6   |     | 1   | 3    |
| Camboya                |    | 2   | 2   |     | 2    |
| China                  | X  | 5   | 7   | 13  | 4    |
| República de China     | X  | 10  | 11  | 11  | 4    |
| Hong Kong              | X  | 4   | 5   | 8   | 3    |
| India                  | X  | 12  | 17  | 17  | 4    |
| Indonesia              |    | 3   | 2   | 2   | 3    |
| Irán                   |    |     |     | 3   | 1    |
| Irak                   |    |     | 3   | 3   | 2    |
| Japón                  | X  | 9   | 6   | 6   | 4    |
| Jordania               |    |     | 5   |     | 1    |
| Kuwait                 | X  | 4   | 11  | 10  | 4    |
| Kirguistán             |    |     |     | 2   | 1    |
| Líbano                 |    |     |     | 2   | 1    |
| Macao                  | X  | 5   | 3   |     | 3    |
| Malasia                | X  | 7   | 7   | 7   | 4    |
| Maldivas               |    |     |     | 6   | 1    |
| Mongolia               | X  |     | 10  | 10  | 3    |
| Birmania               |    | 2   | 3   | 2   | 3    |
| Pakistán               | X  | 7   | 12  | 5   | 4    |
| Filipinas              | X  | 9   | 9   | 14  | 4    |
| Catar                  |    | 8   | 10  | 6   | 3    |
| Arabia Saudita         |    |     | 4   | 11  | 2    |
| Singapur               | X  | 5   | 9   | 6   | 4    |
| Corea del Sur          | X  | 12  | 10  | 11  | 4    |
| Sri Lanka              | X  | 2   | 5   |     | 3    |
| Siria                  |    |     | 2   | 3   | 2    |
| Tailandia              | X  | 11  | 11  | 14  | 4    |
| Emiratos Árabes Unidos | X  | 3   | 3   | 3   | 4    |
| Uzbekistán             | X  |     |     |     | 1    |
| Vietnam                | X  | 6   | 9   | 8   | 4    |
|                        |    |     |     |     |      |
| Países                 | 20 | 21  | 28  | 28  |      |
| Atletas                |    | 132 | 196 | 191 |      |